# سوخور خوش اقبال (مقاطعة غيلانغرب)
سوخور خوش‌اقبال (بالفارسية: سوخور خوش‌اقبال) هي قرية تقع في قسم حيدريه الريفي في إيران. يقدر عدد سكانها بـ 110 نسمة .